# Diplazium paucijugum
Diplazium paucijugum är en majbräkenväxtart som beskrevs av Robert G. Stolze.
Diplazium paucijugum ingår i släktet Diplazium och familjen Athyriaceae. Inga underarter finns listade i Catalogue of Life.